# Fausztina
A Fausztina a Fausztusz férfinév továbbképzett női párja.

## Gyakorisága
Az 1990-es években szórványos név, a 2000-es években nem szerepel a 100 leggyakoribb női név között.

## Névnapok
- január 18.[2]
- február 15.[2]
- július 9.[2]

## Híres Fausztinák
- Helena Kowalska lengyelországi női rendbe lépésekor Faustyna Maria nevet kapta. Hozzá kapcsolódik II. János Pál pápa által egy új ünnep kihirdetése – Az Isteni Irgalmasság –, amelyik napon egyúttal szentté avatták Fausztina nővért: 2000. április 30., Szent Fausztina.